# Lucien Pissarro

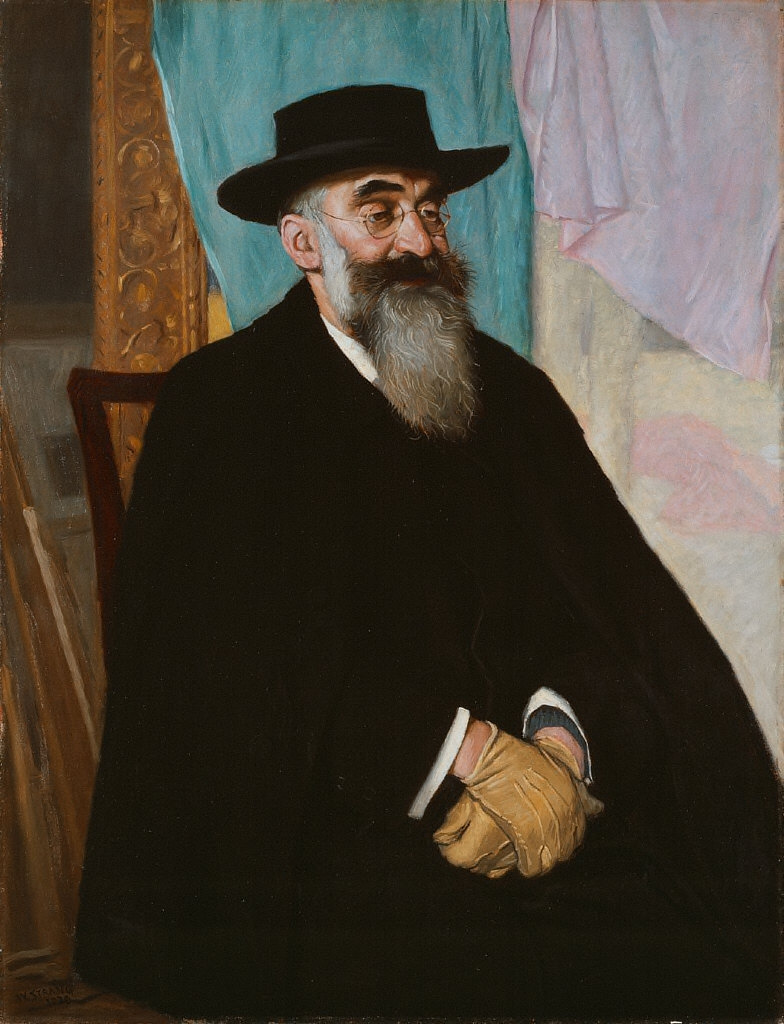
Lucien Pissarro door William Strang

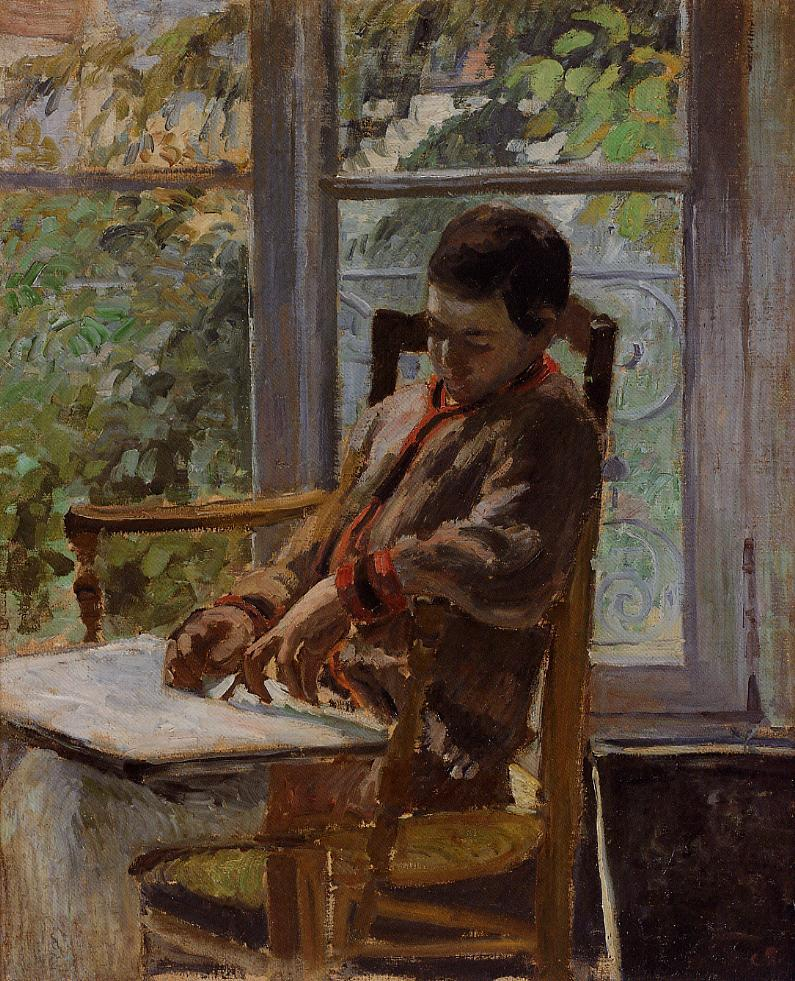
Lucien door zijn vader Camille

Lucien Pissarro (Parijs, 20 februari 1863 - Londen, 10 juli 1944) was een Frans-Brits kunstschilder, letterontwerper en graficus. Hij werkte een groot deel van zijn leven in Engeland en wordt gerekend tot het impressionisme.

## Leven en werk
Lucien was de oudste zoon van de bekende Franse impressionist Camille Pissarro. Hij studeerde bij zijn vader en ontmoette in zijn ouderlijk huis vooraanstaande kunstschilders als Cézanne, Manet en Monet. In de jaren 1880 werd hij vooral beïnvloed door Georges Seurat en Paul Signac. In 1885 sloot hij zich aan bij de Groupe de Lagny, samen met Leo Gausson, Cavallo-Peduzzi en Maximilien Luce. Van 1886 tot begin jaren 1890 exposeerde hij diverse malen bij de Société des Artistes Indépendants en bij 'Les Vingt' te Brussel. Hij maakte vooral naam met zijn impressionistische landschappen. Later zou hij ook veel houtgravures maken.
In 1890 vestigde Lucien Pissarro zich definitief in Londen. In 1892 huwde hij Esther Bensusan, met wie hij een dochter kreeg. Pissaro zou een belangrijke rol spelen in het Brits impressionisme. Hij werd in 1906 lid van de New English Art Club. Samen met Walter Sickert en Harold Gilman was hij in 1911 mede-oprichter van de Camden Town Group, waarvan de leden bijeen kwamen in het atelier van de extravagante Sickert. De groep werkte in de stijl van het postimpressionisme en het neo-impressionisme.
In 1914 bezocht de Nederlandse private press-drukker Jean François van Royen Pissarro en gaf hem daarna opdracht voor de pers De Zilverdistel een letter te ontwerpen; dat werd de letter Zilverdistel.
In 1916 werd Pissarro Brits staatsburger. In 1919 vormde hij samen met James Bolivar Manson en Théo van Rysselberghe (als Parijse gezant) de Monarro Group, die zich ten doel stelde meer bekendheid te geven aan impressionistische kunstenaars uit Groot-Brittannië. Hij overleed in 1944, 81 jaar oud. Veel van zijn werk is te zien in de Royal Academy of Arts en Tate Gallery te Londen, en het Ashmolean Museum te Oxford.

## Galerij

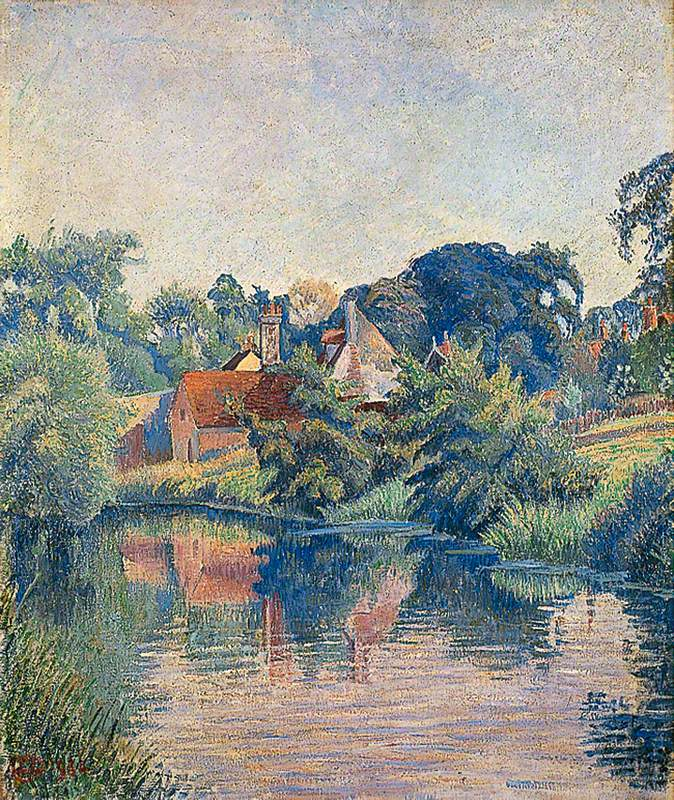
De Stour, Stratford St Mary, Colchester
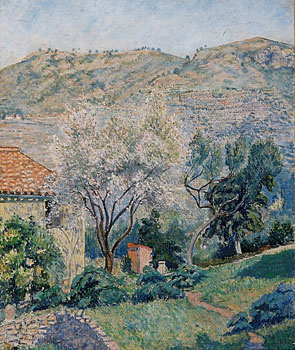
Landschap, Brookleton, augustus
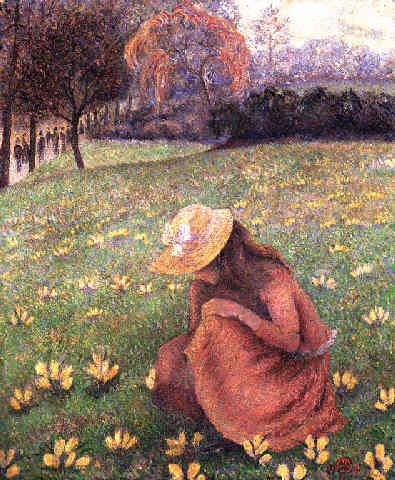
Krokussen plukken

## Werk in openbare collecties (selectie)
- Rijksmuseum Amsterdam, Amsterdam[1]